# Манаф Нурудин, Абдул
Абдул Манаф Нурудин (англ. Abdul Manaf Nurudeen; родился 8 февраля 1999 года, Аккра, Гана) — ганский футболист, вратарь клуба «Эйпен» и сборной Ганы. Участник чемпионата мира 2022 года.

## Клубная карьера
Нурудин — воспитанник Академии Эспайр. В 2017 году Абдул подписал контракт с бельгийским «Эйпеном». 7 ноября 2020 года в матче против «Васланд-Беверен» он дебютировал в Жюпиле лиге. 

## Международная карьера
В 2019 году в составе молодёжной сборной Ганы Нурудин принял участие в молодёжном Кубке Африки в Нигере. На турнире он сыграл в матче против команд Буркина-Фасо, Сенегала и Мали.
В 2021 году Манаф принял участие в Кубке Африки в Камеруне. На турнире он был запасным и на поле не вышел. 
В 2022 году Нурудин принял участие в чемпионата мира в Катаре. На турнире он был запасным и на поле не вышел.